# قضیه مشتق‌گیری فوبینی
قضیه مشتق‌گیری فوبینی قضیه‌ای است در آنالیز حقیقی که به افتخار ریاضیدان ایتالیایی گوییدو فوبینی که آن را اثبات کرده‌است نامگذاری شده‌است. این قضیه درباره همگرایی سری‌های مشتق‌های توابع یکنوا است .

## صورت قضیه
فرض کنید {\displaystyle I\subset \mathbb {R} } یک بازه و برای هر {\displaystyle n\in \mathbb {N} }،
{\displaystyle f_{n}:I\to \mathbb {R} } یک تابع صعودی است. اگر
{\displaystyle f(x):=\sum _{n=0}^{\infty }f_{n}(x)}
برای هر {\displaystyle x\in I} موجود باشد، آنگاه
{\displaystyle f'(x)=\sum _{n\in \mathbb {N} }f_{n}'(x)}
تقریبا همه جا روی {\displaystyle I}. به زبان دیگر، از سریهای تابعهای یکنوا به شرطی که نقطه به نقطه موجود باشند، می‌توان به صورت جمله‌ای مشتق‌گیری کرد.